# Theodor von Gessler

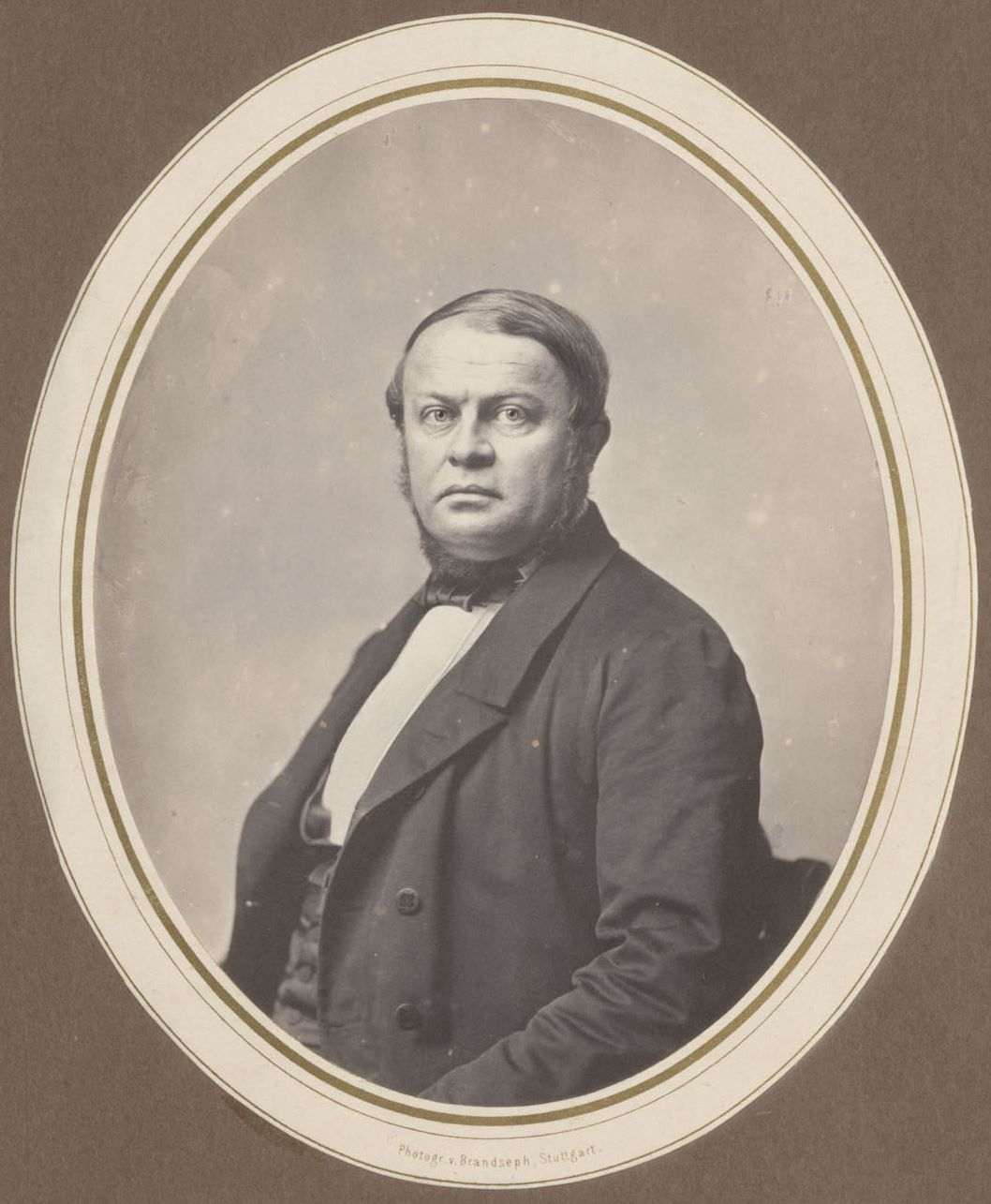
Theodor von Gessler

Theodor Gessler, ab 1864 von Gessler, (* 16. August 1824 in Ellwangen; † 27. Juli 1886 in Urach) war ein deutscher Jurist und Politiker.

## Leben und Beruf
Nach dem Besuch des Gymnasiums in Ellwangen studierte Gessler 1841 bis 1842 evangelische Theologie und Philosophie. Von 1842 bis 1847 studierte er Rechtswissenschaften in Tübingen und Heidelberg und war Mitglied der Burschenschaft Germania Tübingen. Im Jahre 1847 trat er in den württembergischen Staatsdienst ein. Nach verschiedenen Stationen war er 1851 Stadtrichter in Stuttgart, ab 1853 mit dem Titel Oberjustizrat. 1856 wurde er Lehrbeauftragter für Strafrecht und Strafprozess, 1857 ordentlicher Professor der Rechte an der Universität Tübingen. Am 23. April 1863 wurde Theodor Gessler Kanzler der Universität Tübingen. 1864 bis 1876 war er Mitherausgeber der Zeitschrift Gerichtssaal. 1874 wurde ihm von der Universität Tübingen die Ehrendoktorwürde (Dr. phil. h. c.) verliehen.

## Politik
1862 wurde er im Wahlkreis Crailsheim in den Landtag gewählt. Als er 1863 Kanzler der Uni Tübingen wurde, legte er sein Crailsheimer Mandat nieder, nachdem er als Kanzler automatisch privilegierter Abgeordneter war. Am 10. Dezember 1868 siegte er bei der Wahl zum Landtagspräsidenten im siebten Wahlgang gegen Rudolf Probst knapp mit vier Stimmen Vorsprung. Nach seiner Wahl zum Kultusminister legte Theodor Gessler 1870 sein Mandat nieder. 

## Minister

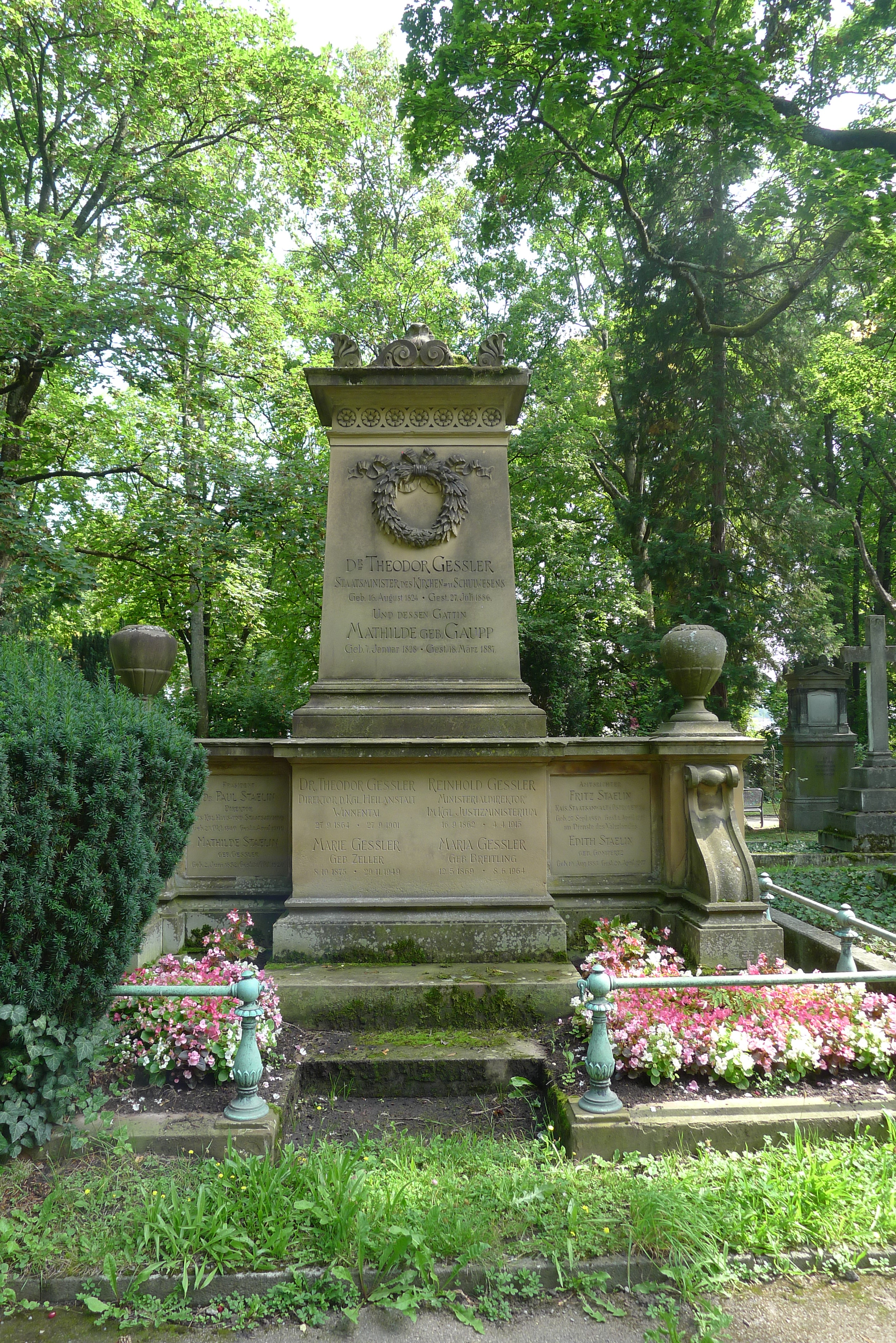
Grabstätte von Theodor von Gessler

Vom 3. Mai 1870 bis 28. August 1885 war Gessler Staatsminister im Departement des Kirchen und Schulwesens, wie das Kultusministerium in Württemberg offiziell hieß. 1885 war er als  Staatsminister des Inneren im Gespräch, ging am 28. August 1885 jedoch aus gesundheitlichen Gründen in den Ruhestand. 

## Familie
Theodor Gessler war der Sohn des Kameralverwalters und Finanzrats Christian Gessler (1788–1863) und der Luise Margarethe Gessler geb. Seyfferlein (1787–1847) und hatte sechs Geschwister, darunter der württembergische Innenminister Ernst von Geßler. Theodor von Gessler heiratete 1851 Mathilde Gaupp (1828–1887). Aus der Ehe gingen drei Kinder hervor, darunter Reinhold von Gessler (1862–1915), Ministerialdirektor im württembergischen Departement der Justiz.

## Ehrungen, Nobilitierung
- 1864 Ritterkreuz des Ordens der württembergischen Krone, welches mit dem persönlichen Adelstitel (Nobilitierung) verbunden war.
- 1869 Kommenturkreuz des Ordens der württembergischen Krone
- 1870 Großkreuz des Friedrichs-Ordens
- 1875 Großkreuz des Ordens der württembergischen Krone

## Veröffentlichungen
- Ueber den Begriff und die Arten des Dolus. Laupp, Tübingen 1860 (Nachdruck: Zentralantiquariat der DDR, Leipzig 1970).
- (mit Carl Victor Fricker): Geschichte der Verfassung Wuerttemberg's. Zur Feier des fünfzigjährigen Bestehens der Verfassungs-Urkunde vom 25. September 1819. Metzler, Stuttgart 1869 (Volltext).